# Wladimir Alexejewitsch Tschischow

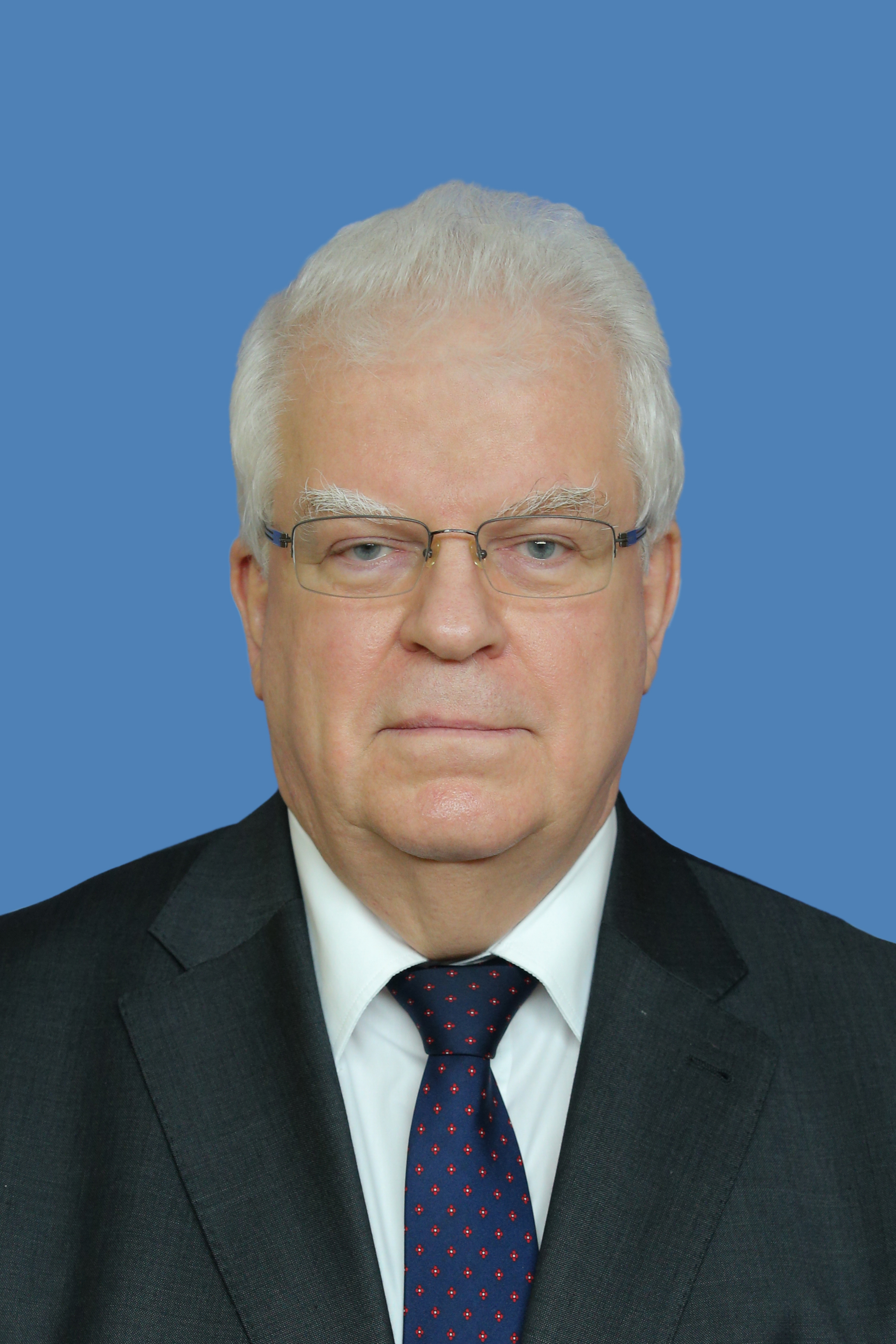
Wladimir Tschischow (2022)

Wladimir Alexejewitsch Tschischow (russisch Владимир Алексеевич Чижов; * 3. Dezember 1953 in Moskau, Russische SFSR, Sowjetunion) ist ein russischer Diplomat und Politiker. Er ist Abgeordneter des Föderationsrats. Von 2005 bis 2022 war er ständiger Vertreter der Russischen Föderation bei der Europäischen Union.

## Karriere
Nach dem Abschluss am Moskauer Staatlichen Institut für Internationale Beziehungen im Jahr 1976 bekleidete Tschischow mehrere Posten im diplomatischen Dienst für die Sowjetunion und Russland, unter anderem in Griechenland, Zypern, Bosnien und Herzegowina und verschiedenen Europäischen Abteilungen des Außenministeriums. Von 2000 bis 2002 war er Russlands Sondergesandter für den Balkan, anschließend bis 2005 stellvertretender Außenminister.
Von 2005 bis September 2022 war Tschischow ständiger Vertreter Russlands bei der Europäischen Union.
Seit dem 27. September 2022 ist Tschischow Mitglied des Föderationsrates für die Exekutive der Republik Karelien.
Aufgrund des russischen Überfalls auf die Ukraine wurde Tschischow im Dezember 2022 auf die EU-Sanktionsliste gesetzt.

## Sonstiges
Tschischow spricht Englisch, Griechisch und Französisch. Er ist verheiratet und Vater zweier Kinder.

## Auszeichnungen
2019: Alexander-Newski-Orden
2013: Orden der Ehre
2003: Orden der Freundschaft